# Frogger's Adventures: Temple of the Frog
Frogger's Adventures: Temple of the Frog är ett datorspel som släpptes i Nordamerika 2001 för Game Boy Advance.
I det här spelet söker Frogger fem världar för fyra heliga element som behövs för att rädda sina vänner och rädda sin träsk. Klumpig, en av hans vänner eller någon annan kommer att prata med honom före varje nivå för att ge honom information. Han måste möta 15 nivåer och fem bosen, däribland slutbosen den onde Mr. D att återställa elementen och rädda sin träsk.